# Adam Ling
Adam Ling (9 de septiembre de 1991) es un deportista neozelandés que compitió en remo. Ganó una medalla de oro en el Campeonato Mundial de Remo de 2015, en la prueba de scull individual ligero.

## Palmarés internacional
| Campeonato Mundial | Campeonato Mundial     | Campeonato Mundial | Campeonato Mundial      |
| Año                | Lugar                  | Medalla            | Prueba                  |
| ------------------ | ---------------------- | ------------------ | ----------------------- |
| 2015               | Aiguebelette (Francia) | Medalla de oro     | Scull individual ligero |